# Protaetia crassipes
Protaetia crassipes är en skalbaggsart som beskrevs av Wallace 1867. Protaetia crassipes ingår i släktet Protaetia och familjen Cetoniidae. Inga underarter finns listade i Catalogue of Life.